# Sao chổi lớn năm 1264

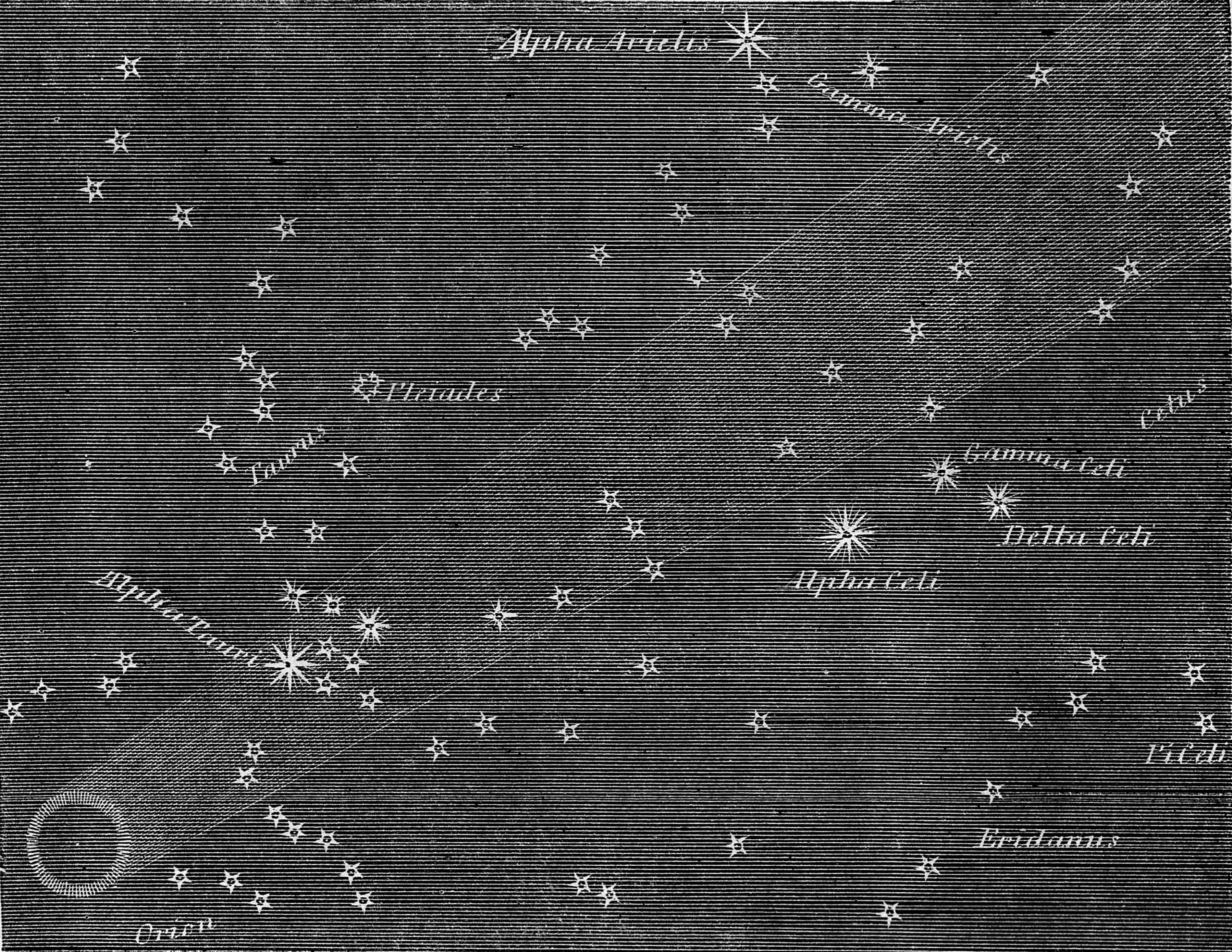
Sao chổi lớn năm 1264

Sao chổi lớn năm 1264 (C/1264 N1) là một trong những sao chổi sáng nhất từng được ghi nhận. Nó xuất hiện vào tháng 7 năm 1264 và vẫn sáng cho đến cuối tháng 9 năm đó. Sao chổi này được nhìn thấy lần đầu vào buổi tối sau khi mặt trời lặn, nhưng trở nên sáng chói nhất trong nhiều tuần sau đó, khi nó xuất hiện vào buổi sáng trên bầu trời phía đông bắc, với cái đuôi dài nhìn thấy trước khi sao chổi hiện lên trên đường chân trời. Đầu sao chổi có vẻ như một ngôi sao không rõ ràng và không xác định, và đuôi được nối từ phần đầu của nó như ngọn lửa mở rộng, kéo dài về phía xa, dài trung bình một trăm độ cung tính từ hạt nhân. Sao chổi năm 1264 được mô tả là một vật thể có kích thước lớn và rực rỡ. Sự huy hoàng của sao chổi này là lớn nhất vào cuối tháng 8 và đầu tháng 9. Vào thời điểm đó, đầu của sao chổi chỉ nhìn thấy được phía trên chân trời phía đông trên bầu trời buổi sáng, cái đuôi kéo dài qua trời giữa phía tây, dài gần 100 độ cung.
Những người ghi chép thời gian đề cập đến những sự kiện đáng chú ý khác nhau xảy ra ở châu Âu trong giai đoạn này, và đặc biệt kết nối sự xuất hiện của sao chổi với cái chết của Giáo hoàng Urban IV, người bị ngã bệnh trong ngày sao chổi được nhìn thấy lần đầu tiên, và chết tại đúng thời điểm sao chổi biến mất vào ngày 3 tháng 10 năm 1264. Người ta nói rằng "thần đồng của một ngôi sao lông" đã mang đến bệnh tật của Giáo hoàng, và bỏ đi khi mọi chuyện đã kết thúc.
Sao chổi này được quan sát tương tự ở Trung Quốc, và các mô tả đồng nhất với các mô tả của các sử gia châu Âu.